# Сыч, Сергей Владимирович
Сергей Владимирович Сыч (бел. Сяргей Уладзіміравіч Сыч; 22 января 1971 — 13 июля 1993) — старший сержант группы российских пограничников в Таджикистане, участник боя на 12-й заставе Московского погранотряда.

## Биография
Родился в Речице в рабочей семье.
В 1986 году окончил среднюю школу № 6 и поступил в ПТУ № 178, где учился на механизатора, увлекался техникой и спортом, получил водительские права. Осенью 1989 года призван в погранвойска КГБ СССР. В декабре того же года принял присягу. Служил на 12-й заставе 117-го Московского пограничного отряда (Таджикская ССР), на границе с Афганистаном. С целью заработать на автомобиль остался на сверхсрочную службу. По возвращении из армии также планировал жениться на своей девушке и поступить в Белорусский государственный политехнический институт (БГПИ) в Минске.
После распада СССР был в числе белорусов, которые вынуждено продолжали свою службу в теперь независимом Таджикистане, так как не было возможности сразу вернуть их на родину. В тот момент в стране началась гражданская война.
В декабре 1993 года его контракт должен был закончиться, но 13 июля заставу, где служил Сыч, атаковали афганские моджахеды и оппозиция. В начале боя, выскочив из долговременного огневого сооружения, он погиб от огнестрельного ранения в голову, когда ему в затылок попала пуля крупного калибра.
Военнослужащего похоронили в Речице. Военкомат постарался, чтобы его проводили в последний путь с военными чествованиями. Похороны Сыча вызвали удивление у жителей города: так как война в Афганистане завершилась четыре года назад, население не совсем поняло, как и где погиб военнослужащий. По большей части это произошло поэтому, что в те годы в Белоруссии ещё не знали о всей ситуации на 12-й заставе.

## Семья
Отец Сергея, Владимир Терентьевич, работал токарем, мать Валентина Ивановна была поваром. Младшая сестра Татьяна. Девушку, на которой Сыч собирался жениться после службы, звали Наталья.

## Публикации
Долгие годы память о военнослужащем сохраняли только в погранвойсках Белоруссии.
24 августа 2012 года в газете «СБ. Беларусь сегодня» вышла статья «Забытый пограничник Сыч» за авторством Романа Рудя. Издание отметило, что именами россиян, погибших на 12-й заставе, названы улицы, а родители военнослужащих получили благодарности властей, в то время как белорусу Сергею Сычу внимание не уделено. Более того, государственные органы никак не отблагодарили мать погибшего. Автор также предложил помочь его младшей сестре, которая после окончания колледжа имела трудности с поиском работы. Как написал Рудь, он ожидал определённую реакцию местных властей после выхода статьи. В конце от редакции было добавлено: «надеемся, что этот материал внимательно прочитают в Гомельским облисполкоме, в Речице, в БРСМ».

«Значит, поп-певец, уехавший жить в Норвегию, — со всех сторон белорус, а парень, погибший в Таджикистане, — уже нам не земляк? Мягко говоря, непорядок, который нужно исправить».— Неназванный пограничник в статье Р. Рудя.
 После публикации статьи местные органы власти активизировались, и 27 мая 2013 года, накануне Дня пограничника, его имя было присвоено средней школе № 6.

## Награды
Сергей Сыч был посмертно удостоен ордена «За личное мужество».

## Память
- Имя С. В. Сыча присвоено средней школе № 6 в городе Речица[6]. Одна из экспозиций в школьном музее посвящена Герою.
- 7 апреля 2022 года в Минске состоялась торжественная церемония закладки капсулы с частицами земли с мест захоронений и боёв пограничников, в Крипту Всехсвятской церкви. Среди прочего была и земля с места боя 12-й погранзаставы, где погиб Сыч[7].